# قرار مجلس الأمن التابع للأمم المتحدة رقم 2116
قرار مجلس الأمن التابع للأمم المتحدة رقم 2116، المتخذ بالإجماع في 18 سبتمبر 2013.

## روابط خارجية
- نص القرار في undocs.org